# Schloss Hersberg
Schloss Hersberg war eine repräsentative Klosteraußenstelle der Reichsabtei Ochsenhausen und danach ein fürstlicher Gutshof auf der Gemarkung der Gemeinde Immenstaad am Bodensee. Das Gebäude wird heute als Bildungseinrichtung der Pallottiner-Gemeinschaft genutzt. 

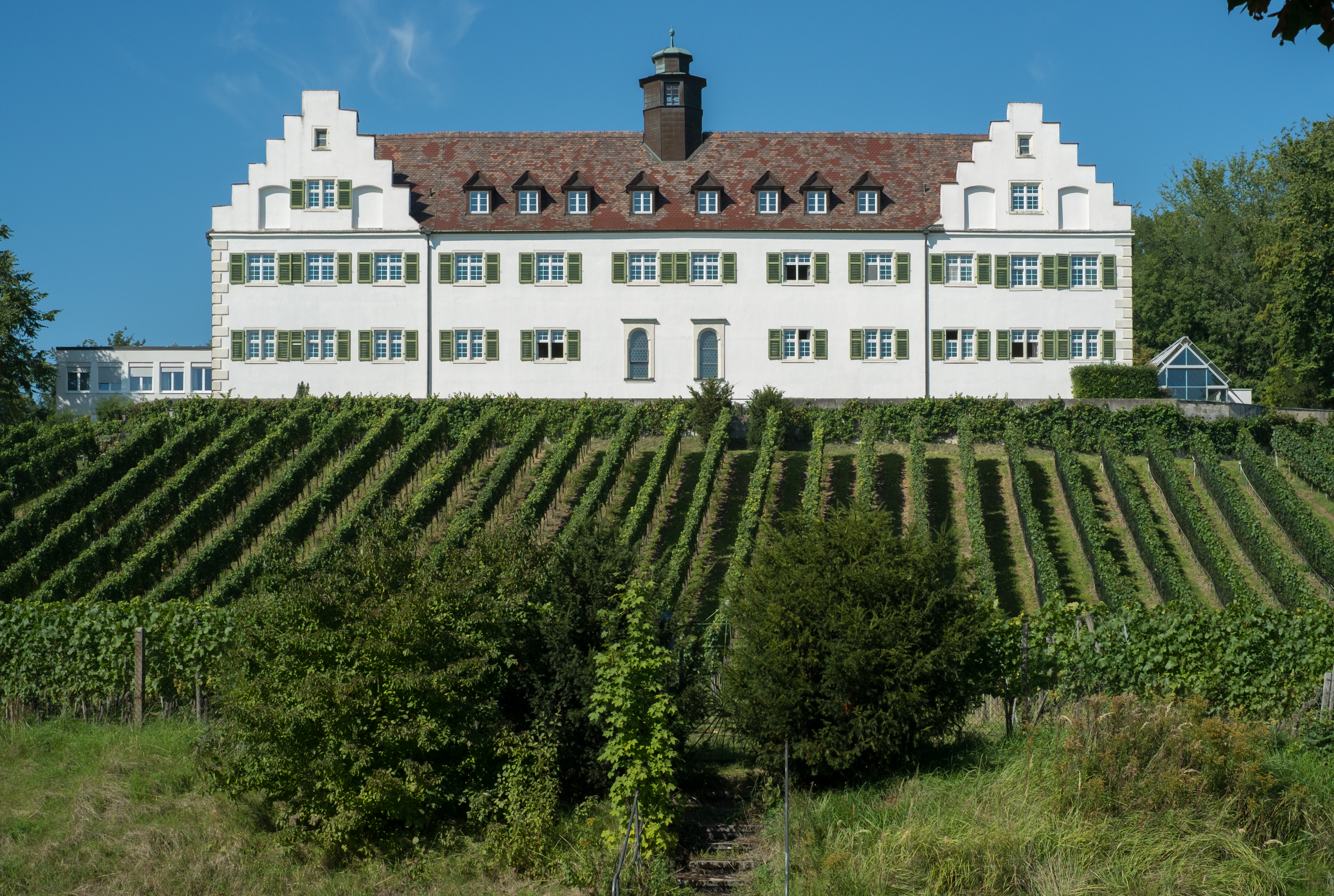
Schloss Hersberg im Westen von Immenstaad am Bodensee

## Lage
Schloss Hersberg ist ein weithin sichtbarer Gebäudekomplex auf einer mit Reben bewachsenen Anhöhe gleichen Namens. Es liegt etwa 500 Meter vom Bodenseeufer entfernt im Westen von Immenstaad zwischen Friedrichshafen und Meersburg im Bodenseekreis. Unmittelbar westlich vom Hersberg erhebt sich der Drumlin Hochberg, ein markanter Aussichtspunkt, 55 Meter über dem Bodensee. Unterhalb, Richtung Hagnau, befindet sich Schloss Kirchberg, ehemals Sommerresidenz der Salemer Äbte und danach im Besitz des Markgrafen von Baden.

## Geschichte

### Die Herren von Schloss Hersberg
Der Name Hersberg leitet sich wahrscheinlich aus dem althochdeutschen Wortstamm hari/heri für Höhenzug ab. Als erster ungesicherter schriftlicher Hinweis gilt eine Erwähnung der Brüder Berctoldus und Heinricus von Herisberg 1276. Als sicher gilt, dass sich der Hersberg 1466 im Lehen des Überlinger Bürgers und späteren Fürstenberger Vasallen Konrad Rudolf von Härsberg befand. 1621 kauften die Benediktiner des Klosters Ochsenhausen den Hersberg von Härsbergs Nachkommen. Nach der Säkularisation fiel 1803 der klösterliche Besitz an Fürst Franz Georg Karl von Metternich, Vater des österreichischen Staatsministers Fürst von Metternich. Danach wurde Hersberg 1806 vom Haus Württemberg und 1838 von Fürst Konstantin zu Salm-Reifferscheidt gekauft. In Schloss Hersberg war 1847 die mit seiner Frau befreundete Dichterin Annette von Droste-Hülshoff zu Gast. Im Tausch mit Waggershausen bei Friedrichshafen wurde die württembergische Exklave Herrschberg – so der Name des Territoriums um Schloss Hersberg – 1846 badisch. Franz zu Salm-Reifferscheidt-Dyck, der Nachkomme Konstantins, verkaufte das Schlossgut am 7. Februar 1929 an die Pallottiner („Gesellschaft des Katholischen Apostolates“), die dort von 1930 bis 1992 das Spätberufenenseminar „St. Josef-Hersberg“ mit Schulbetrieb unterhielten. 1994 erfolgte die Neueröffnung als Geistliches Haus der Pallottiner.

### Schloss Hersberg während des Nationalsozialismus von 1933 bis 1945
Litt die Ordensgemeinschaft in den ersten Jahren des NS-Regimes nur unter Nachwuchsmangel, so wurde 1940 eine Schließung des Hauses und der Schule angeordnet. In den letzten Kriegstagen im April 1945 wurden hohe gegnerische Offiziere, deutsche Offiziere im Zusammenhang mit dem Attentat vom 20. Juli 1944 auf Hitler sowie im Rahmen der Aktion Gitter in Sippenhaftung genommene Angehörige in der Hauskapelle unter Todesdrohung eingesperrt. Unter dramatischen Umständen wurden sie vor der SS versteckt und gerettet. Nach dem Krieg wurde Schloss Hersberg Quartier für 200 Internierte und dann bis 1947 französische Kaserne. Beides hatte negative Folgen für Gebäude, Parkanlagen und Brüder, die erst danach die Schule wieder eröffnen konnten.

### Baugeschichte von Schloss Hersberg
Das heutige Erscheinungsbild des Schlosses von Süden aus gesehen stammt aus der Zeit um 1600: Ein herrschaftlicher 44 Meter breiter Frontalbau mit einem Belvedere-Türmchen in der Mitte, links und rechts je ein Seitenflügel mit gotischen Staffelgiebeln, eingefasst von altem Baumbestand. Der älteste Gebäudeteil (vor 1551) im Nordosten wurde in das Gebäude integriert. 1670 begannen die Arbeiten an der Vollendung des nach Norden hin offenen Carrés mit Ökonomiegebäude, Torkel und Hauskapelle, die aber erst 1696 beendet wurden. Abt Alphons plante für die Klosteraußenstelle Hersberg ein repräsentatives Wohnschloss. 1740 erhielt das Prälatenzimmer eine Rokokostuckdecke. Erst im 20. Jahrhundert erfolgten wieder größere Baumaßnahmen für Schulbetrieb, Bildungseinrichtung und Pflegeheim, die den Eindruck von Süden aus gesehen aber nicht wesentlich veränderten.